# 志賀敏男
志賀 敏男（しが としお、大正12年（1923年）3月27日 - 平成21年（2009年）10月19日）は、日本の建築構造学者。耐震工学者。東北大学名誉教授。
日本学術会議の第13期及び第14期会員として同地震工学研究連絡委員長を務め、学術の発展に尽力。この他日本建築学会副会長、日本コンクリート工学協会理事等を歴任、学術の振興また国際地震工学会の日本代表として地震工学の発展に貢献。地域の地震防災対策にも積極的に取組、宮城県や仙台市の地震対策専門部会の委員長として地震に強い街づくりに尽力。
耐震性能を被害の詳細な分析から柱と耐震壁の量に基づいて簡明に評価する「志賀マップ」の手法を創案 。この考え方は1980年の建築基準法改定における新耐震設計法に取り入れられ、我が国の建築物の耐震性を大きく向上させた。東京生まれ。

## 経歴
1946年9月に東京帝国大学工学部を卒業。その後大学院に進学、武藤清及び梅村魁に師事し建築耐震構造研究に従事。
南海地震や福井地震の際は梅村と共に精しい被害調査を行うなど大学院時代から建築物のねじれ振動に関する理論的研究に取り組む。
1951年には東北大学工学部に助教授として赴任、開設間もない建築学科の教育研究を推進。塩釜の火力発電所建物を譲り受け開設した建築実験所で手作りの遠心力式大型振動台を用いて、日本初の鉄筋コンクリート骨組の振動破壊実験に成功。
1964年に日本建築学会賞（論文賞）を受賞。1965年東北大学工学部教授。建築構造学講座を担当。
1978年、仙台を宮城県沖地震が直撃し甚大な都市的被害をもたらしたがこの地震に対して文部省自然災害特別研究による総合的な研究が行われることになり、研究代表者として都市生活機能の被害予測と保全という方向を打ち出した。
1986年に東北大学を退官。東北大学非常勤の後に東北学院大学に。
1998には、長年にわたり耐震工学及び自然災害科学の発展に寄与した一連の功績により、日本建築学会賞大賞を受賞。
著書に『構造物の振動』 (大学講座建築学 構造編 2、共立出版）『骨組・板・曲板の力学 ; 材料の力学』（彰国社, 1959）など。